# 素顔で笑っていたい
「素顔で笑っていたい」（すがおでわらっていたい）は、DEENの11thシングル。

## 概要
- 売り上げ、順位ともに前作よりも上昇。
- ビーイング所属期最後の織田哲郎提供作品。
- 11枚目のシングルということで、よりシビアに選曲した。レコーディングに至るまでにアルバムを作れるくらい楽曲を集めた。

## 収録曲
1. 素顔で笑っていたい
2. Dancin' alone
3. 素顔で笑っていたい (Original Karaoke)
4. Dancin' alone (Original Karaoke)

## 収録アルバム
- 『I wish』(#1)
- 『SINGLES+1』(#1)
- 『DEEN PERFECT SINGLES +』(#1)
- 『Another Side Memories〜Precious Best〜』(#2)
- 『DEENAGE MEMORY -20周年記念ベストアルバム-』(#1)
- 『DEEN The Best FOREVER 〜Complete Singles +〜』(#1)

## タイアップ
- テレビ朝日系列テレビドラマ『小児病棟・命の季節』主題歌

## 参加ミュージシャン
1. 作詞:池森秀一　作曲:織田哲郎　編曲:池田大介
2. 作詞:池森秀一　作曲:池森秀一&田川伸治　編曲:DEEN

- 池森秀一: ボーカル
- 山根公路: キーボード
- 宇津本直紀: ドラム
- 田川伸治: ギター